# 큰괭이밥
큰괭이밥은 괭이밥과에 속한 여러해살이풀이다.

## 분포
한국, 중국, 일본, 우수리 지역에 분포하며, 주로 깊은 산속에서 자란다.

## 생태
높이가 5–15 cm 정도로 자란다. 가는 땅속줄기 위에 비늘이 빽빽하며 잎은 뿌리에서 나온다. 4~25센티미터쯤 되며 털이 있는 잎자루 끝에 작은 잎이 세 장 달린다. 작은 잎은 잎자루가 없으며 거꾸로 된 삼각형 모양이고 상단의 가운데가 약간 파지며 길이 3센티미터, 나비 4~6센티미터쯤 되는데 가장자리에 털이 약간 있다. 가운데 잎 하나를 따버리면 날개를 편 나비같이 보이는 것도 하나의 특색이다. 4~6월에 잎보다 먼저 꽃이 핀다. 10~20센티미터 높이의 꽃줄기 끝에 흰색 꽃 한 송이가 옆을 보며 핀다. 해가 지면 꽃잎이 오므라든다. 꽃받침잎은 긴 타원형으로 털이 있으며 5개이고 수술대보다 길며, 꽃잎은 긴 도란형으로 5개이고 꽃잎 바루 밑에 꽃턱잎이 두 개 있다. 수술은 10개, 암술은 1개이며 암술대는 5개이다. 열매는 삭과인데, 달걀 모양으로 끝이 뾰족하고 털이 있다. 안에 방이 다섯 개 있으며 각 방마다 1~2개의 종자가 6~8월에 익어 열매가 5조각으로 벌어진다.

## 쓰임새
식물체는 신맛이 있고 생으로 먹을 수 있으며, 생약을 옴이 올랐거나 독충에 물렸을 때 바른다. 살짝 데쳐 초장에 무쳐 먹기도 하고 꽃을 그늘에 말려 차로 마시기도 한다.

## 사진

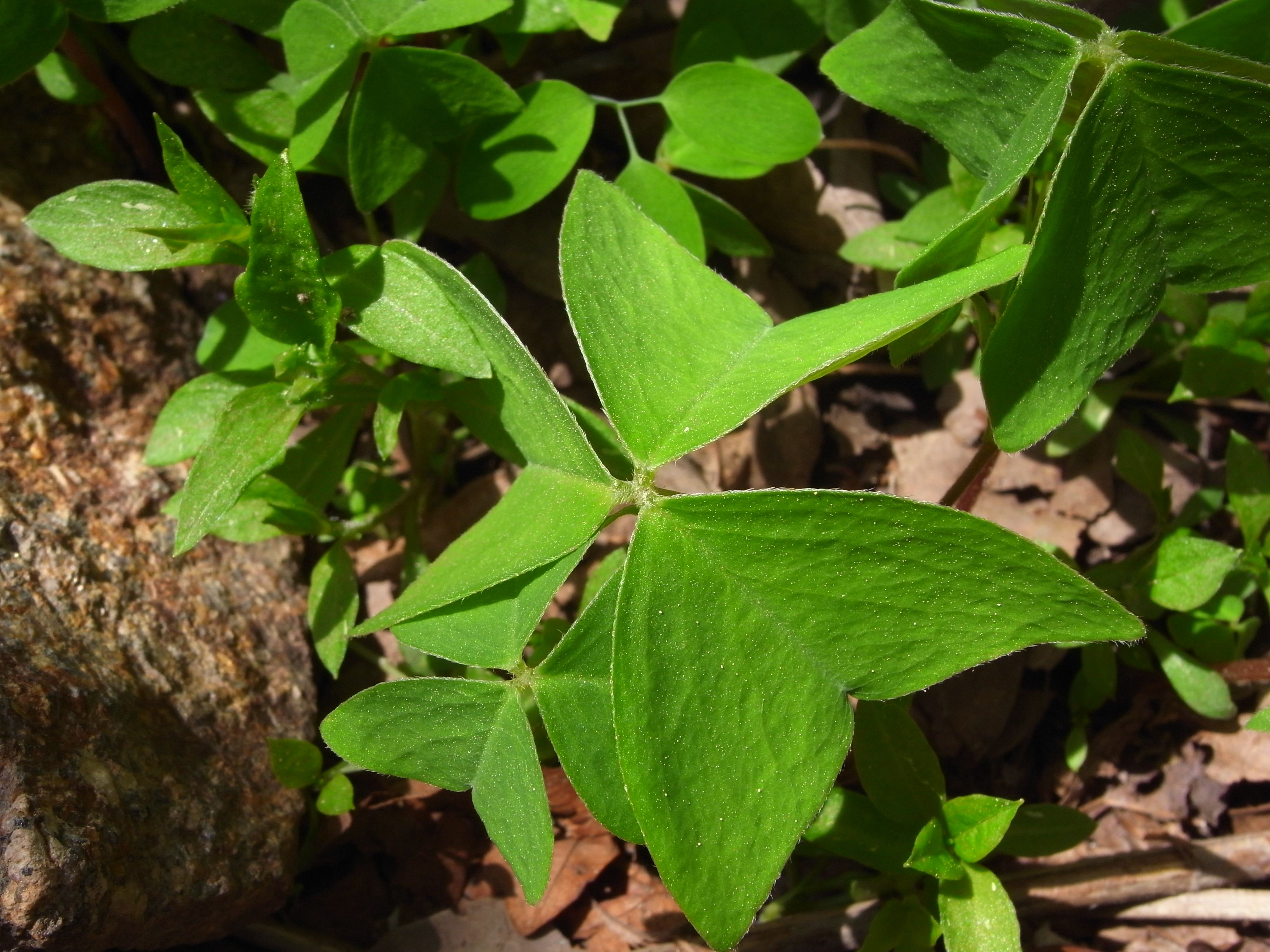
잎.
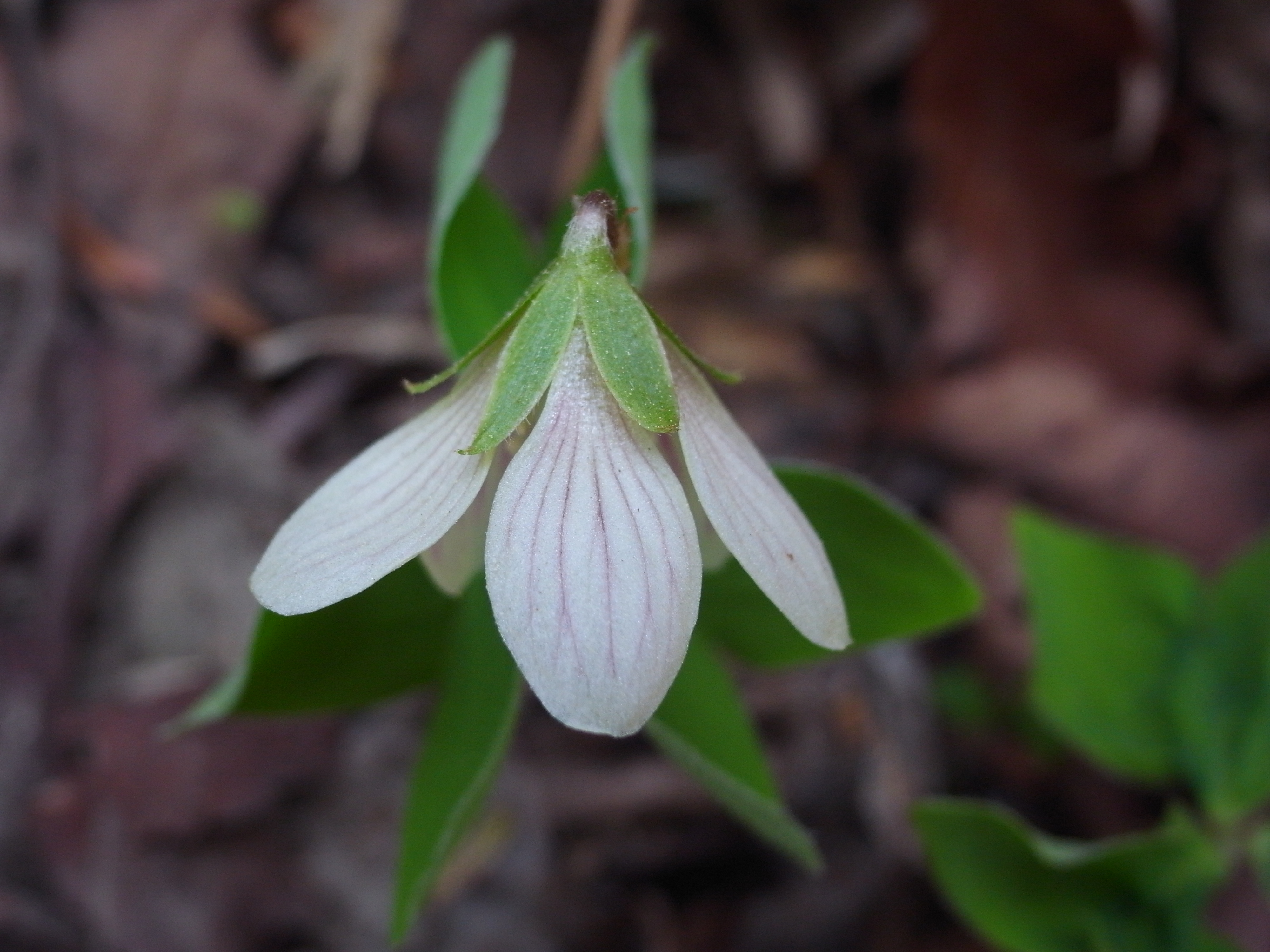
꽃턱잎.